# Sulfidni mineral
Sulfidni minerali so minerali, v katerih je glavni anion sulfidni (S2−) ali disulfidni anion (S2−2). Sulfidi so gospodarsko pomembne rude in surovine za pridobivanje kovin. V II. razred mineralov poleg sulfidov spadajo tudi selenidi, teluridi, arzenidi, antimonidi, bizmutidi, sulfoarzenidi in žveplove soli. Nekatere sulfidne minerale s kovinskim sijajem in Mohsovo trdoto, višjo od 4, zastarelo poimenujemo 'kršec' (npr. 'železov kršec', pirit, FeS2).
Med najpogostejše ali najpomembnejše sulfidne minerale spadajo:
Sulfidi
- akantit Ag2S
- antimonit (stibnit) Sb2S3
- avripigment As2S3
- bornit Cu5FeS4
- cinabarit HgS
- galenit PbS
- halkopirit CuFeS2
- halkozin Cu2S
- kovelin CuS
- markazit FeS2
- milerit NiS
- molibdenit MoS2
- pentlandit (Fe,Ni)9S8
- pirit FeS2
- pirotit Fe(1-x)S
- realgar AsS
- sfalerit ZnS

Arzenidi
- nikelin NiAs
- skuterudit (Co,Ni)As3

Antimonidi
- brejthauptit NiSb

Antimonidi
- altait PbTe
- kalaverit AuTe2
- silvanit (Au,Ag)Te2

Sulfoarzenidi
- kobaltit (Co,Fe)AsS
- arzenopirit FeAsS
- gerzdorfit NiAsS

Žveplove soli
- pirargirit Ag3SbS3
- prustit Ag3AsS3
- tetraedrit Cu12Sb4S13
- tenantit Cu12As4S13
- enargit Cu3AsS4
- burnonit PbCuSbS3
- džemsonit Pb4FeSb6S14
- cilindrit Pb3Sn4FeSb2S14